# Kungstrollslända
Kungstrollslända (Cordulegaster boltonii) är en art i insektsordningen trollsländor som tillhör familjen kungstrollsländor.

## Kännetecken
Kungstrollsländan är en av de största trollsländorna i Europa. I Sverige är bara kejsartrollsländan större, men eftersom dess förekomst i Sverige endast är observerad men ännu inte undersökt och säkert fastställd som etablerad, är kungstrollsländan, tillsammans med vassmosaiksländan, den största art som med säkerhet fortplantar sig i Sverige. Kungstrollsländan har dock längre bakkropp än vassmosaiksländan, även om vingbredderna är jämförbara. Förutom storleken är ett annat kännetecken för kungstrollsländan den tydliga randiga svarta och gula teckningen, som både hanar och honor har. Vingarna är genomskinliga med lätt blåsvartaktigt vingmärke. Vingbredden är 90 till 110 millimeter och bakkroppens längd är 52 till 65 millimeter.

## Utbredning
Kungstrollsländan finns över nästan hela Europa, utom i nordligaste Skandinavien, samt i Nordvästafrika. I Sverige finns den från Skåne till södra Norrland. Den finns också i kusttrakterna till Bottenhavet och Bottenviken nästan ända upp till gränsen till Finland. Den är landskapstrollslända för Hälsingland.

### Underarter
Kungstrollslända delas upp i följande underarter:
- Cordulegaster boltonii boltonii, (Donovan): Större delen av Europa.
- Cordulegaster boltonii algirica, Morton 1916: Marocko, Algeriet, Tunisien. Övergår i iberica i södra Spanien.[2]
- Cordulegaster boltonii iberica, Morton: Södra Spanien. Övergångsform mellan algirica och immaculifrons.[2]
- Cordulegaster boltonii immaculifrons, Selys: Från sydöstra Frankrike till centrala Portugal.[2]
- Cordulegaster boltonii intermedia, Selys: Medelhavsområdet.[3]
- Cordulegaster boltonii princeps, Morton 1916: Kaukasus?[4]

Atypiska exemplar finns i norra Italien.

## Levnadssätt
Kungstrollsländans habitat är rinnande vattendrag som bäckar och åar, gärna omgivna av skog. Den flyger ofta över ängar eller i skogsgläntor på jakt efter byten. Efter parningen lägger honan äggen ensam, i bottenmaterialet på grunt vatten nära strandkanten. Utvecklingstiden är fyra till fem år och flygtiden från mitten av juni till augusti.